# Coos Bay
Coos Bay és una població dels Estats Units a l'estat d'Oregon. Segons el cens del 2007 tenia 16.210 habitants.

## Demografia
Segons el cens del 2000, Coos Bay tenia 15.374 habitants, 6.497 habitatges, i 4.028 famílies. La densitat de població era de 560,5 habitants per km².
Dels 6.497 habitatges en un 27,1% hi vivien nens de menys de 18 anys, en un 46,3% hi vivien parelles casades, en un 11,6% dones solteres, i en un 38% no eren unitats familiars. En el 30,7% dels habitatges hi vivien persones soles el 12,9% de les quals corresponia a persones de 65 anys o més que vivien soles. El nombre mitjà de persones vivint en cada habitatge era de 2,29 i el nombre mitjà de persones que vivien en cada família era de 2,83.
Per edats la població es repartia de la següent manera: un 22,6% tenia menys de 18 anys, un 9,2% entre 18 i 24, un 25,2% entre 25 i 44, un 23,8% de 45 a 60 i un 19,2% 65 anys o més.
L'edat mediana era de 40 anys. Per cada 100 dones de 18 o més anys hi havia 90,8 homes.
La renda mediana per habitatge era de 31.212$ i la renda mediana per família de 38.721$. Els homes tenien una renda mediana de 32.324$ mentre que les dones 22.192$. La renda per capita de la població era de 18.158$. Aproximadament el 12,7% de les famílies i el 16,5% de la població estaven per davall del llindar de pobresa.

## Poblacions properes
El següent diagrama mostra les poblacions més properes.